# 向廷瑛
向廷瑛（1714年4月5日—1766年9月19日），和名奥平親雲上朝喜，童名鹤千代，琉球國第二尚氏王朝音樂家。他出身具志川御殿的支系向氏边土名殿内，是尚真王的第三子尚韶威的后裔。1746年，他担任本部御殿按司尚文思的大亲职（家宰），并继承了其父的舞蹈流派湛水流。1756年、被任命为踊奉行，在中国册封琉球王尚穆的使节周煌的面前表演了宫廷舞蹈。

## 家室
其父是琉球組踊的创始者，琉球剧圣向受祐，母马氏，向廷瑚去世后，因其兄的长子夭折，次子还只是个婴儿，所以由廷瑛继承其兄的爵位。其妻是吉氏我謝里之子親雲上孟清的女儿吉氏思龟，两人没有子嗣，最后仍由其兄的次子向维新继承其爵位。
- 父：向受祐・玉城亲方朝薫
- 母：马氏真加户
  - 兄（长子）：向廷瑚・玉城亲云上朝嘉
    - 廷瑚的第四女：思乙（许配给奥平亲方向重勋）
    - 廷瑚的次子：向维新（奥平亲云上朝义）

  - 姐（长女）：思乙（许配给安谷屋亲方翁盛孟）
  - 兄（次子）：朝雄（过继给向氏砂辺里之子亲云上）
  - 弟（四子）：向廷璋（玉城里之子朝忠）
  - 妹（次女）：真锅（许配给向氏与世川里之子亲云上朝英）
  - 妹（三女）：思乙（许配给向文源）
- 継母：无系武樽
  - 妹（四女）：思武太（许配给毛续熙（丰见岭亲方盛幸））
  - 妹（五女）：松金（许配给向氏越来按司朝颖）
  - 弟（五子）：向廷瓒・玉城朝常（夭死，无位阶）
- 室：吉氏思龟
  - 嗣子：向维新・奥平亲云上朝义（长兄的次子）

## 履历
- 1714年（康熙五十三年）2月21日出生。
- 1727年（雍正五年）2月9日取名乘为玉城子朝喜
- 1734年（雍正十二年）6月19日　担任御書院小姓、封爵若里之子（玉城里之子朝喜）。
- 1735年（雍正十三年）3月17日　出使薩摩。
- 1737年（乾隆二年）10月1日　回国。
- 1739年（乾隆四年）12月3日　加黄冠，封爵亲云上（玉城里之子親雲上朝喜）。
- 1740年（乾隆五年）閏月5月18日　同向宣謨一道，出使萨摩藩
  - 是年10月25日　回国。
- 1744年（乾隆九年）10月12日　兄：向廷瑚（玉城親雲上朝嘉）卒。
  - 12月20日　继承其兄的爵位，成为丰见城间切奥平地頭（→奥平亲云上朝喜）。
- 1747年（乾隆十二年）6月1日　与尚宣謨等一道出使日本（担当庆祝新任萨摩藩主岛津宗信即位的任务）。
  - 10月10日　在萨摩藩停留期间岛津吉贵卒。
- 1748年（乾隆十三年）3月16日　回国。
- 1751年（乾隆十六年）2月22日　出使日本。在萨摩藩的鹿儿岛城旅宿期间鉴赏了当地的表演（狂言）
- 1752年（乾隆十七年）10月7日　回国。
- 1755年（乾隆二十年）5月27日　同向廷尉等一道出使日本
  - 10月20日　回国。
- 1757年（乾隆二十二年）1月28日　他与马宣哲及中国册封使一起前往中国北京谢恩，他担任謝恩勢頭及踊奉行。
- 1758年（乾隆二十三年）9月23日　回国。
- 1758年（乾隆二十四年）6月17日　作为向氏越来按司朝穎的助手出使日本
  - 11月　回国。
  - 12月1日　担任申口方吟味役。
- 1763年（乾隆二十八年）12月1日　担任泊地頭。
- 1766年（乾隆三十一年）8月16日　卒（享年53岁）。